# Mycosphaerella populi
Mycosphaerella populi är en svampart som först beskrevs av Bernhard Auerswald, och fick sitt nu gällande namn av Joseph Schröter 1894. Mycosphaerella populi ingår i släktet Mycosphaerella och familjen Mycosphaerellaceae.   Inga underarter finns listade i Catalogue of Life.